# Festival de Lucerne
Le festival de Lucerne est un festival de musique classique qui se tient chaque année à Lucerne, en Suisse,. À partir de 1999, Michael Haefliger en est le directeur, jusqu'en 2025. En 2023, Sebastian Nordmann est nommé pour lui succéder à compter du 1er janvier 2026.
Le festival de Lucerne organise chaque année plusieurs types de manifestations :
- En été (Im SOMMER) : qui se tient aux mois d'août et septembre depuis 1938. Une centaine d'événements est organisée chaque année dans ce cadre, dont environ 30 concerts symphoniques avec les orchestres  et les chefs les plus prestigieux. Chaque année, depuis 1999, un thème général est choisi pour la programmation. Les acteurs marquants de cet événement sont les artistes étoiles, des compositeurs en résidence et des orchestres en résidence. À cela s'ajoutent des cycles de concerts sur ainsi que de nombreuses manifestations pour révéler les jeunes talents et artistes.

- À Pâques (Zu OSTERN) : qui est organisé depuis 1988 à 2019. La programmation s'appuyait sur lavieille tradition de l'époque baroque qui est de faire entendre exclusivement de la musique sacrée pendant la période pascale. Les concerts avaient lieu cette principalement dans les églises de la ville de Lucerne.

- Au piano (Am PIANO) : qui est organisé chaque novembre depuis 1998 à 2019. Le Festival d'Automne était exclusivement dédié aux instruments à clavier. En plus de la musique de piano classique, le jazz est mis au premier plan. Parallèlement au festival, on trouve des sessions de jazz dans les bars de la ville de Lucerne avec le slogan Piano Off-Stage!, qui permettent d'entendre en plus des interprétations de jazz classique, du Boogie Woogie, du blues et de la musique soul.

- Au printemps et à l’automne va être organisé un week-end de concerts destiné à remplacer les festivals de Pâques et de piano dont la dernière édition a eu lieu en 2019. Le premier week-end prolongé de concerts, avec Teodor Currentzis, qui devait avoir lieu en avril 2020, a dû être annulé à cause de la pandémie de Covid-19.

## Historique
Le festival a été fondé en 1938 avec une série de concerts dans le jardin de la villa de Wagner, sous la direction d'Arturo Toscanini, qui avait constitué un orchestre avec des membres de différents orchestres et des solistes pour ces concerts. Avec la montée du nazisme, plusieurs grands interprètes et les chefs, dont Toscanini, Fritz Busch et Bruno Walter avaient décidé de ne pas se produire dans les festivals de musique allemands et autrichiens comme le Festival de Bayreuth et celui de Salzbourg. Le Festival de Lucerne, en Suisse, était l'endroit idéal pour ceux qui ne voulaient pas aller en Allemagne.

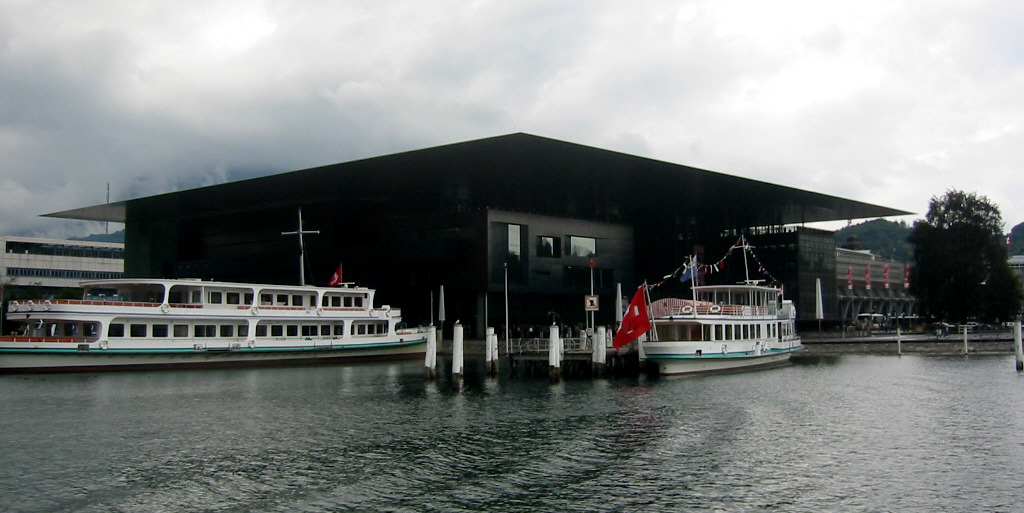
Palais du centre de congrès et de culture de Lucerne

Depuis 2004, le festival se tient dans le Palais de la culture et des congrès de Lucerne conçu par Jean Nouvel.
Depuis sa fondation, le festival organise des concerts avec l'orchestre permanent du Festival, des récitals avec des solistes et des concerts par les orchestres très réputés, comme l'Orchestre philharmonique de Berlin, l'Orchestre symphonique de Boston, l'Orchestre symphonique de Londres, l'Orchestre du Gewandhaus de Leipzig, l'Orchestre de Cleveland et l'Orchestre philharmonique de Vienne,.

## Lucerne Festival Academy
L'Académie a été fondée par le compositeur Pierre Boulez en 2004 pour permettre aux jeunes musiciens d'aborder la musique moderne.
À partir de 2016, l’Académie a un nouveau directeur artistique, Wolfgang Rihm. Les anciens stagiaires de l’académie, qui forment les Lucerne Festival Alumni, montent des projets de concert ambitieux à Lucerne et ailleurs dans le monde. Depuis 2016, Wolfgang Rihm propose un séminaire de composition dans le cadre de la Lucerne Festival Academy. Les participants discutent de leurs partitions avec Wolfgang Rihm, Dieter Ammann (en) et divers artistes invités, ces partitions sont ensuite travaillées par les Lucerne Festival Alumni et présentées au public dans deux concerts.
En 2025, Jörg Widmann est nommé directeur artistique de l'Académie du Festival à compter de janvier 2026, afin de succéder à Wolfgang Rihm, décédé en 2024.

## Ensemble
Le festival a son orchestre : le Lucerne Festival Orchestra, créé en 1938 par Arturo Toscanini et rétabli par Claudio Abbado en 2013. Depuis 2016, c'est le chef italien Ricardo Chailly qui est est le directeur musical de la formation,.